# Машная, Ольга Владимировна
О́льга Влади́мировна Машна́я (род. 29 июня 1964, Ленинград) — советская и российская актриса театра и кино. Заслуженная артистка Российской Федерации (2000).

## Биография
Родилась в Ленинграде 29 июня 1964 года в семье рабочих-строителей, отец работал штукатуром, мать — маляром. У Ольги есть младшая сестра. Жили в коммунальной квартире, где «на шесть семей семь комнат». Отец имел проблемы с алкоголем, из-за чего обстановка в семье была напряжённая. В одиннадцать лет Оля, желая сниматься в кино, обращалась на киностудию по собственной инициативе, но получила отказ.
Когда было 12 лет, её заметила на улице ассистент режиссёра Эмилия Бельская, которая искала девочку-подростка на роль в фильме «Первые радости» и посчитала, что Машная идеально подходит по типажу. Спустя три года переехала жить к Бельской, чтобы начать самостоятельную жизнь. Когда Ольга училась в девятом классе, её пригласила на главную роль в свой фильм «Никудышная» режиссёр Динара Асанова. Ассистент режиссёра отобрала две фотографии Машной в картотеке «Ленфильма», и Асанова, даже не делая проб, посчитала, что девушка подходит. На съёмках Ольга познакомилась со своим будущим мужем Валерием Приёмыховым, сценаристом картины. Они поженились год спустя после съёмок фильма ещё одного фильма Асановой «Пацаны», где Ольга исполнила роль сестры одного из главного героев. Ольге было восемнадцать лет, её мужу, для которого это был второй брак — тридцать восемь.
Главная роль в «Никудышной» стала настоящим, в отличие от первой детской роли, дебютом актрисы. По словам Ольги Машной, роль в картине Асановой принесла ей известность в среде кинематографистов, и её стали приглашать на съёмки в Москву. Вспоминая о съёмках в «Никудышной», Ольга отмечала, что, именно благодаря Асановой она стала актрисой: «Впервые с ней мне стало не страшно подумать: „Я буду работать в кино“». Заряда на работу хватило Машной на несколько других последующих фильмов. И, если поначалу актрисе казалось, что в «Никудышной» она использовала весь свой потенциал, то потом она обрела уверенность, а главным подспорьем в жизни и работе для неё стало общение с Асановой как с человеком.
В 1986 году окончила ВГИК (мастерская Сергея Герасимова и Тамары Макаровой), куда поступила по настоянию Асановой и Бельской. Тамара Макарова, считавшая Ольгу уже сложившейся актрисой, отговаривала её, однако Машная настояла на приёме. Она доказала, что, несмотря на то, что производит «впечатление удачно найденного типажа», на самом деле ей по силам воплощаться в различных образах: в эти годы она с успехом играла Наташу Ростову, героинь Бунина и Шекспира. В дипломных спектаклях она прекрасно исполнила роли в «Эквусе» Шеффера и «Мизантропе» Лабиша. Муж помогал Ольге, разбирая с ней отрывки произведений.
Во время учёбы Машная активно снималась в кино в том числе у Г. Данелии («Слёзы капали»), Г. Панфилова («Васса»). По словам Приёмыхова, Машная обладала «социальной узнаваемостью», она выделялась среди молодых актрис-сверстниц своей естественностью без наигранности. Героини Машной из её работ 80-х — «девушки-полуподростки», для каждой из них актриса создавала совершенно разные психологические образы. Приёмыхов (как считает Машная) написал сценарий фильма «Милый, дорогой, любимый, единственный…» для неё, хотя никогда прямо не говорил об этом: «История была написана на нас — разница в возрасте, во взглядах, в темпераментах и манере актерской игры». Съёмки в фильме приблизили разрыв между супругами, а для Машной ещё были тяжелы и в физическом плане — она потеряла будущего ребёнка и серьёзно заболела.
Закончив ВГИК, Машная вошла в штат киностудии им. М. Горького, сыграла более сорока ролей в кино. Снялась в фильме Светланы Дружининой «Гардемарины, вперёд!» (1987) и обрела всесоюзную популярность: «Меня стали узнавать на улицах». И, хотя в фильме не было серьёзных актёрских прорывов, роль Софьи для актрисы в этом «молодом и красивом кино» стала «одной из самых любимых». По словам Дружининой, Машной, которая до того времени играла современниц, пришлось перестраиваться, вживаться в реалии XVIII века, и она справилась с этим: «По-моему она незаурядная личность, прекрасно чувствует площадку».
Машная, по собственному признанию, считает себя нетеатральной актрисой, но в конце 1990-х годов она работала в антрепризе — играла в спектакле «Мышеловка» (последняя постановка Виталия Соломина).

### Личная жизнь
Первый муж (1983—1987) — Валерий Приёмыхов.
Второй муж (1991—1993) — Алексей Тарасов, был певчим в церковном хоре, позднее — оперный певец. Уехал работать по контракту в Германию.
Сын Дмитрий (1992).

## Фильмография
| Год       |    | Название                              | Роль                                                                       |
| --------- | -- | ------------------------------------- | -------------------------------------------------------------------------- |
| 1977      | тф | Первые радости                        | Анночка Парабукина в юности                                                |
| 1980      | ф  | Никудышная                            | Аня                                                                        |
| 1980      | ф  | Адам женится на Еве                   | подруга Евы                                                                |
| 1981      | ф  | В начале игры                         | Катя Селиванова                                                            |
| 1981      | ф  | Всё наоборот                          | Наташа Ермакова                                                            |
| 1982      | ф  | Слёзы капали                          | Наташа Соловьёва                                                           |
| 1983      | ф  | Пацаны                                | сестра Вовы Киреева Марго                                                  |
| 1983      | ф  | Васса                                 | дочь Вассы Наталья                                                         |
| 1984      | ф  | Пока не выпал снег…                   | Лариса в юности                                                            |
| 1984      | ф  | Милый, дорогой, любимый, единственный | похитительница ребёнка Анна                                                |
| 1986      | ф  | Кин-дза-дза!                          | помощница Абрадокса Деконт                                                 |
| 1986      | ф  | Выше Радуги                           | учительница физкультуры Бутырина Ирина Михайловна (озвучила Ольга Громова) |
| 1986      | ф  | Где-то гремит война                   | дочь полярного лётчика Ксения                                              |
| 1987      | ф  | Доченька                              | Наташа Ипатова                                                             |
| 1987      | ф  | Первая встреча, последняя встреча     | горничная Ванды                                                            |
| 1987      | ф  | Гардемарины, вперёд!                  | Софья Зотова                                                               |
| 1988      | ф  | На помощь, братцы!                    | принцесса Настюра                                                          |
| 1988      | ф  | Без мундира                           | «Дюймовочка»                                                               |
| 1989      | ф  | Не сошлись характерами                | воздушная гимнастка Алла                                                   |
| 1989      | ф  | Светик                                | Светлана                                                                   |
| 1990      | ф  | Захочу — полюблю                      | Вера                                                                       |
| 1990      | ф  | Зверобой                              | Хетти Хаттер                                                               |
| 1991      | ф  | Виват, гардемарины!                   | Софья                                                                      |
| 1992      | ф  | А спать с чужой женой хорошо?!        | Тася                                                                       |
| 1994      | ф  | Последнее дело Варёного               | Катя Сизухина                                                              |
| 1995      | ф  | Одинокий игрок                        | Катя Сухожилова                                                            |
| 1995      | ф  | Орёл и решка                          | медсестра Антонина                                                         |
| 1997      | с  | Ералаш                                | мама Володи (в титрах — О. Мошная)                                         |
| 1998      | ф  | Кто, если не мы                       | помощник председателя родительского комитета                               |
| 2000      | ф  | Лицо французской национальности       | Аделия, повар                                                              |
| 2001      | ф  | Под Полярной звездой                  | Татьяна Петровна                                                           |
| 2002      | ф  | Next-2                                | Кухарина                                                                   |
| 2003      | ф  | Чёрный мяч                            | мать Дениса                                                                |
| 2004      | с  | Наваждение                            | администратор клиники                                                      |
| 2005      | ф  | Красная комната                       | директор детдома                                                           |
| 2006      | с  | Московская история                    | директор универмага                                                        |
| 2007      | ф  | На мосту                              | Имя персонажа не указано                                                   |
| 2008      | ф  | Разжатые пальцы                       | Имя персонажа не указано                                                   |
| 2009      | ф  | Однажды будет любовь                  | Вера Сергеевна                                                             |
| 2009      | ф  | Ясновидящая                           | мама Ксении                                                                |
| 2009      | с  | Солдаты                               | продавщица (16 сезон)                                                      |
| 2009      | ф  | Снег на голову                        | Мария Андреевна, мама Ники                                                 |
| 2009      | ф  | Когда мы были счастливы               | Светлана Викторовна                                                        |
| 2011—2012 | с  | Дневник доктора Зайцевой              | работник ЗАГСа Татьяна Фёдоровна                                           |
| 2014      | ф  | Чао, Федерико!                        | Галина Иванова                                                             |
| 2014      | с  | Склифосовский                         | мать Лены (3 сезон)                                                        |
| 2015—2017 | с  | Двойная сплошная                      | Анастасия                                                                  |
| 2015      | с  | Точки опоры                           | Оксана Степановна (5-я серия)                                              |
| 2016      | с  | Следователь Тихонов                   | директор детского дома                                                     |
| 2018      | с  | Большое небо                          | мама Саши                                                                  |
| 2019      | ф  | Лев Яшин. Вратарь моей мечты          | буфетчица                                                                  |
| 2020      | ф  | Гардемарины 1787. Мир                 | Софья                                                                      |
| 2020      | ф  | Нужна невеста с проживанием           | Ольга Ивановна, тренер                                                     |
| 2020—2022 | с  | Естественный отбор                    | Мама                                                                       |
| 2023      | ф  | Гардемарины 1787. Война               | Софья                                                                      |

#### Киножурнал «Фитиль»
| Год  |     | Название              | Роль       |
| ---- | --- | --------------------- | ---------- |
| 1991 | кор | Сладкая жизнь (№ 351) | Зина, жена |
| 1993 | кор | Умелец (№ 369)        | жена       |

## Озвучивание
- 1981 — Куда исчез Фоменко? — Вера Фоменко (роль Елены Дмитриевой)
- 1985 — Начни сначала — Лиза Царёнкова (роль Марьяны Полтевой)
- 1986 — Турбаза «Волчья» — Гитка (роль Риты Дудусовой) Киностудия им. М. Горького, 1988
- 1987 — Дикая Роза — Кандида Линарес (роль Лилианы Абуд)[11] Фильм-экспорт Москва, 1994
- 1989 — Не покидай — принцесса Альбина (роль Варвары Владимировой)
- 1993 — Пришельцы — Фабьен Морло (роль Изабель Нанти) Киностудия им. М. Горького, 1993
- 1998 — Идеальное убийство — Ракель Мартинес (роль Сариты Чадхури) Киностудия им. М. Горького, 1998
- 2000 — Шоколад — Франсуаза (роль Хелен Кардона) Мосфильм-мастер, 2001